# Tamra (Gilboa)
Tamra(hebrejsky טַמְרָה nebo תַמְרָה, arabsky طمرة , anglicky Tamra, v oficiálním seznamu sídel Tamra (Yizre'el)) je vesnice v Izraeli, v Severním distriktu, v Oblastní radě Gilboa.

## Geografie
Leží na pomezí východních svahů masivu Giv'at ha-More a planiny Ramot Jisachar, severně od Jizre'elského respektive Charodského údolí, v nadmořské výšce 235 metrů. K jihu odtud vychází vádí Nachal Šejzafim, k jihovýchodu Nachal Jisachar. Na sever od obce terén klesá směrem do povodí potoka Nachal Tavor, kam směřuje vádí Nachal Ejn Dor. Východně od obce se zvedá kopec Giv'at Gazit.
Obec je situována 18 kilometrů jihozápadně od Galilejského jezera a 15 kilometrů západně od řeky Jordánu, v oblasti s intenzivním zemědělstvím, cca 10 kilometrů severovýchodně od města Afula, cca 85 kilometrů severovýchodně od centra Tel Avivu a cca 43 kilometrů jihovýchodně od centra Haify. Tamru obývají izraelští Arabové, přičemž etnické složení osídlení v tomto regionu je smíšené, nachází se tu ještě několik arabských vesnic. Nejblíže z nich je to Na'ura a Tajbe a Kafr Misr. Mezi nimi jsou ale rozptýlené i židovské vesnice, nejblíže to jsou Gazit a Ejn Dor.
Tamra je na dopravní síť napojena pomocí lokální silnice číslo 716.

## Dějiny
Tamra navazuje na starověké sídlo z dob druhého chrámu, z římské i byzantské éry. Současné arabské sídlo založil patrně v 18. nebo počátkem 19. století klan Zuabija (זועבייה), který v tomto regionu stojí za vznikem několika dalších vesnic (například Tajbe).
Tato arabská vesnice Tamra měla v roce 1922 104 obyvatel. Během války za nezávislost v roce 1948 byla sice vesnice ovládnuta izraelskými silami, ale nebyla na rozdíl od mnoha jiných arabských vesnic vysídlena a uchovala si svůj etnický ráz i v rámci státu Izrael.

## Demografie
Podle údajů z roku 2014 tvořili naprostou většinu obyvatel v Tamře Arabové. Jde o menší sídlo vesnického typu s dlouhodobě rostoucí populací. K 31. prosinci 2014 zde žilo 1471 lidí. Během roku 2014 populace stoupla o 0,5 %.
| Rok            | 1922 | 1949 | 1961 | 1972 | 1983 | 1995 | 2001  | 2003  | 2004  | 2005  | 2006  | 2007  | 2008  | 2009  | 2010  | 2011  | 2012  | 2013  | 2014  |
| -------------- | ---- | ---- | ---- | ---- | ---- | ---- | ----- | ----- | ----- | ----- | ----- | ----- | ----- | ----- | ----- | ----- | ----- | ----- | ----- |
| Počet obyvatel | 104  | 149  | 234  | 409  | 659  | 883  | 1 130 | 1 178 | 1 208 | 1 229 | 1 261 | 1 292 | 1 344 | 1 357 | 1 388 | 1 416 | 1 445 | 1 464 | 1 471 |